# Richard Eyre
Richard Charles Hastings Eyre (nacido en Barnstaple, Devon el 28 de marzo de 1943) es un director británico de películas, teatro, televisión y ópera.
Eyre se educó en la Sherborne School, una escuela independiente para niños en la ciudad comercial de Sherborne en el noroeste de Dorset en el suroeste de Inglaterra, seguido por Peterhouse en la Universidad de Cambridge y el Lincoln College de la Universidad de Oxford.
Fue director asociado del Teatro Royal Lyceum, Edimburgo desde 1967 hasta 1972. Ganó premios STV por la Mejor Producción en Escocia en 1969, 1970 y 1971. Fue director artístico de Nottingham Playhouse desde 1973-78 donde encargó y dirigió muchas obras nuevas, incluyendo la de Trevor Griffith Comedians.
Eyre fue director del Teatro Nacional (que se convertiría en el Real Teatro Nacional durante su época allí) entre 1987 y 1997, habiendo dirigido previamente una destacada reposición de Guys and Dolls para el local en 1982 con la ganadora del Premio Olivier Julia McKenzie y Bob Hoskins. Repitió esta producción en 1996 con Imelda Staunton y Joanna Riding. Los diarios que escribió durante ese periodo han sido publicados como National Service, y ganaron el Premio Theatre Book de 2003.
También ha dirigido óperas. Su estreno fue la producción de 1994 de La Traviata en la Royal Opera House que protagonizó Angela Gheorghiu y fue dirigido por Sir Georg Solti. Esta producción fue televisada y ha sido lanzado posteriormente en video y DVD. Dirigió una nueva producción de la ópera de Bizet Carmen para la temporada 2009-2010 de la Metropolitan Opera, protagonizada por la mezzosoprano letona Elina Garanca y el tenor Roberto Alagna.

## Filmografía

### Cine (dirección)
- 1983	 The Ploughman's Lunch (La comida del labrador)
- 1983 Loose Connections
- 1984 Laughterhouse
- 2001 Iris
- 2004 Stage Beauty (Belleza prohibida)
- 2006 Notes on a Scandal (Diario de un escándalo)
- 2008 The Other Man (Crónica de un engaño)
- 2017 The Children Act (El veredicto. La ley del menor)
- 2022	 Allelujah